# 16. únor
16. únor je 47. den roku podle gregoriánského kalendáře. Do konce roku zbývá 318 dní (319 v přestupném roce). Svátek má Ljuba.

## Události

### Česko
- 1862 – V Praze vzniká organizace Sokol.
- 1922 – Československý tým vybojoval na mistrovství Evropy v hokeji ve Svatém Mořici zlatou medaili
- 1930 – Národní strana práce vedená Jaroslavem Stránským ohlásila konec činnosti a vyzvala své stoupence, aby vstoupili do strany národně sociální.
- 1959 – První představení nového loutkového Divadla Drak v Hradci Králové.
- 2014 – Eva Samková vyhrála na ZOH Soči zlatou medaili v snowboardcrossu.
- 2021 – Markéta Davidová vyhrála na MS Pokljuka zlatou medaili ve vytrvalostním závodě.

### Svět
- 0374 – Již devátý zaznamenaný průlet Halleyovy komety.
- 1914 – Uskutečnil se první let do Los Angeles ze San Francisca.
- 1918 – Ve Vilniusu vyhlášena nezávislost Litvy.
- 1923 – Howard Carter odpečetil Tutanchamonovu hrobku.
- 1945 – Začala bitva o Iwodžimu, jedna z důležitých bitev druhé světové války.
- 1959 – Fidel Castro se stal po svržení prezidenta Batisty politickým vůdcem Kuby.
- 1963 – Se svým druhým hitem Please Please Me se skupina Beatles poprvé objevila na špičce britské hitparády.
- 2005 – V platnost vstoupil Kjótský protokol o omezení emisí skleníkových plynů.

## Narození

### Česko

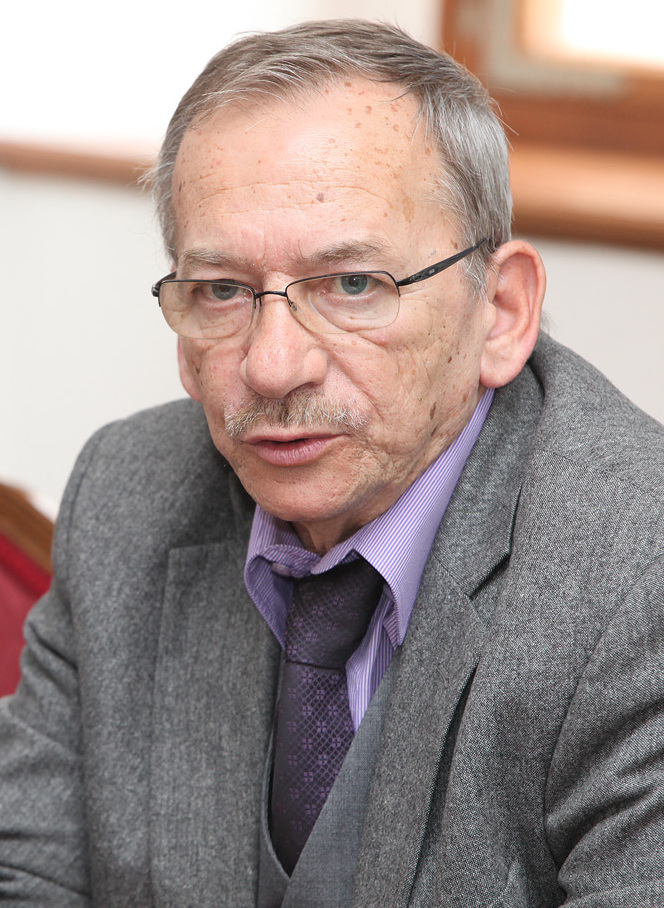
Jaroslav Kubera (* 1947)

- 1636 – Bohumír Kapoun ze Svojkova, 4. biskup královéhradecký († 18. září 1701)
- 1684 – Bohuslav Matěj Černohorský, hudební skladatel, kněz a varhaník († 1. července 1742)
- 1796 – Jakub Beer, velmistr řádu křižovníků s červenou hvězdou a politik († 13. června 1866)
- 1804 – Antonín Arnošt Schaffgotsche, 6. biskup brněnský († 31. března 1870)
- 1822 – Anna Forchheimová-Rajská, herečka († 3. prosince 1903)
- 1838 – Arnoštka Libická, herečka († 30. listopadu 1893)
- 1839 – Václav Radimský, poslanec Českého zemského sněmu, starosta Kolína († 25. ledna 1907)
- 1855 – František Kvapil, básník a překladatel († 19. října 1925)
- 1865
  - Miloslav Stieber, profesor dějin soukromého i veřejného práva ve střední Evropě († 14. února 1934)
  - František Jílek (1865–1911), dirigent a hudební skladatel († 25. ledna 1911)
- 1867 – Václav Tille, spisovatel († 26. června 1937)
- 1869 – Julius Tandler, rakouský lékař, politik a sociální reformátor moravského původu († 25. srpna 1936)
- 1870 – Josef Seliger, rakouský a československý politik († 18. října 1920)
- 1874 – Josef Johann Horschik, český a německý spisovatel († 24. dubna 1955)
- 1877 – Milan Fijala, československý politik slovenské národnosti († 16. ledna 1964)
- 1879 – Miloš Nový, herec, režisér a divadelní ředitel († 3. září 1932)
- 1880 – Otakar Theer, básník, prozaik, dramatik a překladatel († 20. prosince 1917)
- 1882 – Alfred Berger, pedagog a matematik († 10. března 1942)
- 1886 – Jan Bor, divadelní režisér († 25. března 1943)
- 1893 – Victor Fürth, architekt a pedagog židovského původu († 23. srpna 1984)
- 1897 – Karel Lukas, odbojář a voják († 19. května 1949)
- 1902 – Lola Skrbková, herečka a režisérka († 28. září 1978)
- 1903 – Ludwig Eichholz, sudetoněmecký politik († 3. května 1964)
- 1906 – Věra Menčíková, československo-britská šachová mistryně († 27. června 1944)
- 1914 – Jan Kazimour, ekonom, politik, předseda Státního statistického úřadu († 30. října 1995)
- 1923 – Jiří David, sprinter († 19. června 1997)
- 1925 – Jaroslav Turek, malíř († 2005)
- 1926 – Ivan Karel, oftalmolog
- 1927 – Jan Bůžek, hudební skladatel a pedagog († 3. prosince 2005)
- 1930 – Jiří Koutný, operní herec († 3. ledna 2010)
- 1932 – Stanislav Rudolf, spisovatel, scenárista, redaktor a filmový dramaturg († 8. ledna 2022)
- 1935 – Vlastimil Ehrenberger, ministr vlád ČSSR
- 1936 – Petr Růžička, hudební skladatel († 31. července 2007)
- 1938
  - Vojtěch Cepl, pedagog a ústavní soudce († 21. listopadu 2009)
  - Zbyšek Pantůček, kabaretní zpěvák († 5. listopadu 1992)
- 1941
  - Jan Černý, lékař, kardiochirurg
  - Vratislav Ducháček, chemik a vysokoškolský pedagog
- 1944 – Jiří Vačkář, ministr pro místní rozvoj († prosinec 2014)
- 1947
  - Oldřich Urban, fotbalista, záložník a obránce, reprezentant († 18. prosince 1998)
  - Jaroslav Kubera, politik († 20. ledna 2020)
- 1948 – Jaromír Hanzlík, herec
- 1951 – Michal Tošovský, politik († 5. listopadu 2005)
- 1952 – Zora Kostková, herečka
- 1953 – Jan Vávra, fotograf
- 1954 – Hana Marie Körnerová, spisovatelka
- 1955 – Peter Kováč, kunsthistorik a umělecký kritik
- 1978 – Lucie Žáčková, herečka
- 1999 – Andrea Prchalová, modelka

### Svět

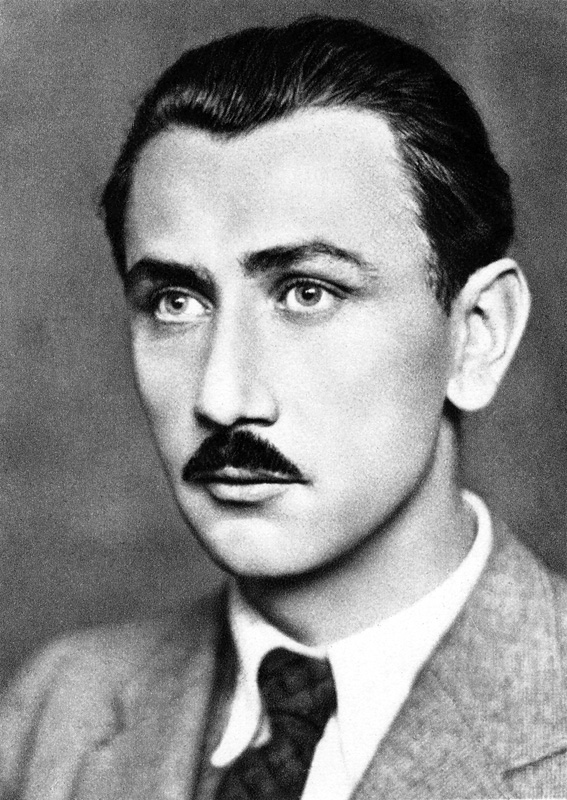
Dobroslav Chrobák (* 1907)

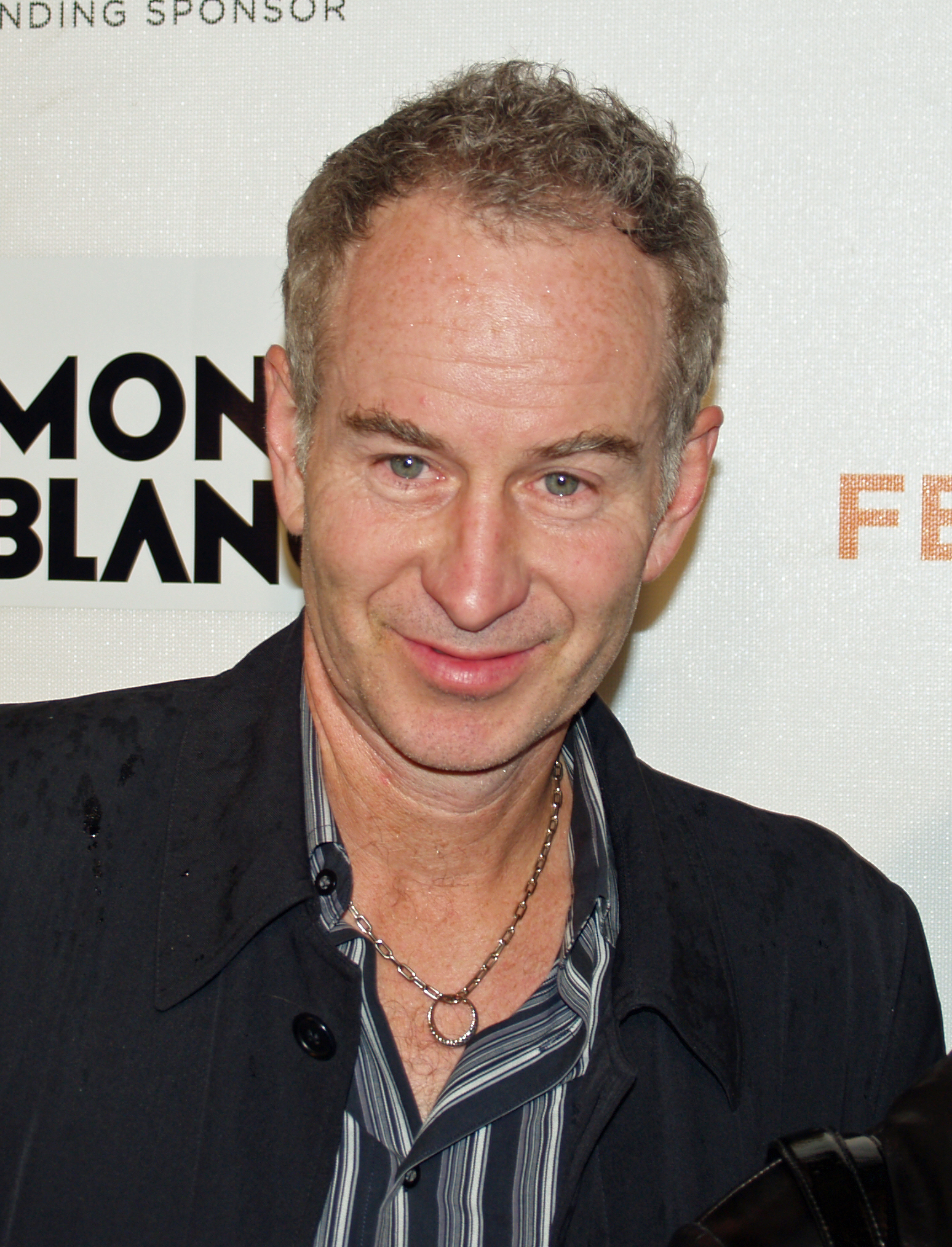
John McEnroe (* 1959)

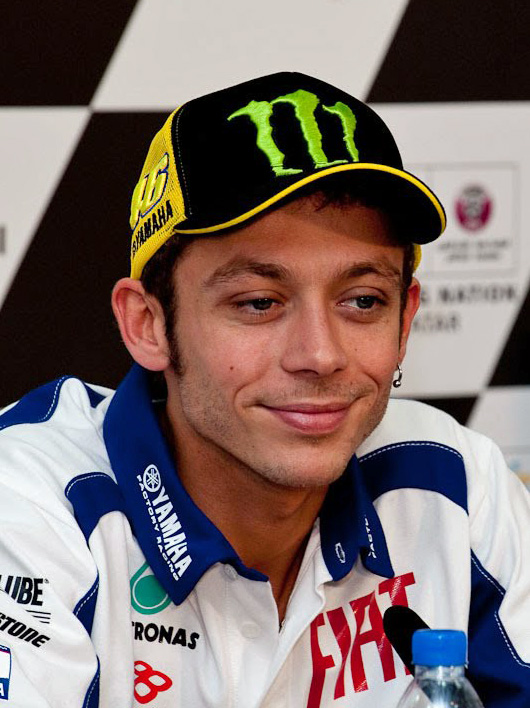
Valentino Rossi (* 1979)

- 1032 – Jing-cung (Sung), vládce čínské říše Sung († 25. ledna 1067)
- 1304 – Tug Temür, císař říše Jüan a veliký chán mongolské říše († 2. září 1332)
- 1331 – Coluccio Salutati, italský politik a učenec († 4. května 1406)
- 1497 – Philipp Melanchthon, německý humanistický učenec, reformační teolog († 19. dubna 1560)
- 1514 – Georg Joachim Rhaeticus, rakouský matematik a astronom († 4. prosince 1574)
- 1519 – Gaspard de Coligny, admirál Francie († 24. srpna 1572)
- 1620 – Fridrich Vilém I. Braniborský, vládce v Braniborsku-Prusku († 9. května 1688)
- 1656 – Anthony Cary, 5. vikomt Falkland, britský šlechtic a politik († 24. května 1694)
- 1692 – Gian Domenico Mansi, teolog a církevní historik († 27. září 1769)
- 1709 – Charles Avison, britský hudební skladatel († 10. května 1770)
- 1721 – Ján Karlovský, slovenský osvícenský filosof († 20. října 1794)
- 1727 – Nikolaus Joseph von Jacquin, nizozemsko-francouzsko-rakouský botanik († 26. října 1817)
- 1731 – Marcello Bacciarelli, italský malíř působící v Polsku († 5. ledna 1818)
- 1740 – Giambattista Bodoni, italský typograf († 30. listopadu 1813)
- 1761 – Jean-Charles Pichegru, francouzský generál († 5. dubna 1804)
- 1774 – Pierre Rode, francouzský houslista a hudební skladatel († 25. listopadu 1830)
- 1803 – Louis-Antoine Garnier-Pagès, francouzský politik († 31. října 1878)
- 1812 – Henry Wilson, americký politik a státník († 22. listopadu 1875)
- 1813 – Semen Hulak-Artemovskyj, ukrajinský zpěvák, hudební skladatel a herec († 17. dubna 1873)
- 1822 – Sir Francis Galton, anglický vědec († 17. ledna 1911)
- 1831 – Nikolaj Leskov, ruský spisovatel a dramatik († 5. března 1895)
- 1834 – Ernst Haeckel, německý biolog († 8. srpna 1919)
- 1838 – Henry Adams, americký spisovatel a historik († 27. března 1918)
- 1841 – Armand Guillaumin, francouzský malíř († 26. června 1927)
- 1848
  - Hugo de Vries, nizozemský botanik, evoluční biolog († 21. května 1935)
  - Octave Mirbeau, francouzský spisovatel († 16. února 1917)
- 1852 – Charles Taze Russell, americký kazatel a náboženský reformátor († 31. října 1916)
- 1854 – Charles W. Leadbeater, britský duchovní, okultista a spisovatel († 1. března 1934)
- 1857 – Samuel Steinherz,  historik, rektor Německé univerzity v Praze,  († 16. prosince 1942)
- 1859 – Sophus Juncker-Jensen, dánský fotograf († 15. října 1940)
- 1868
  - Edward S. Curtis, americký antropolog a fotograf († 19. října 1952)
  - Wilhelm Schmidt, německý teolog, lingvista, antropolog a etnolog († 10. ledna 1954)
- 1877 – Isidora Sekulić, srbská spisovatelka († 5. dubna 1958)
- 1879 – Gustav Gräser, rakousko-německý malíř a básník († 27. října 1958)
- 1884 – Robert J. Flaherty, americký režisér († 23. července 1951)
- 1888 – Ferdinand Bie, norský olympijský vítěz v pětiboji († 9. listopadu 1961)
- 1891 – Hans F. K. Günther, německý rasistický pseudovědec a eugenik († 25. září 1968)
- 1893
  - Julian Grobelny, německo-americký malíř († 5. prosince 1944)
  - Michail Tuchačevskij, maršál Sovětského svazu († 12. června 1937)
- 1904
  - Josef Bühler, německý válečný zločinec († 22. srpna 1948)
  - George Frost Kennan, americký diplomat, historik a politický poradce († 17. března 2005)
- 1907 – Dobroslav Chrobák, slovenský spisovatel († 16. května 1951)
- 1908 – Olga Menčíková, československá šachistka († 27. června 1944)
- 1916 – Karl Brunner, švýcarský ekonom († 9. května 1989)
- 1921
  - Esther Bubley, americká fotografka († 16. března 1998)
  - Harold Kelley, americký psycholog († 29. ledna 2003)
  - Chua Kuo-feng, vůdce komunistické Číny († 20. srpna 2008)
- 1922
  - Lilli Promet, estonská básnířka, prozaička († 16. února 2007)
  - Gordon Tullock, americký ekonom († 3. listopadu 2014)
- 1926 – John Schlesinger, britský filmový režisér a herec († 25. července 2003)
- 1928 – Les Costello, americký hokejista († 11. prosince 2002)
- 1931 – Alfred Kolleritsch, rakouský spisovatel a básník († 29. května 2020)
- 1935 – Sonny Bono, americký zpěvák, producent a politik († 5. ledna 1998)
- 1936
  - Leopold Haverl, slovenský herec († 5. února 2016)
  - Elijahu Inbal, izraelský dirigent
  - Fernando Solanas, argentinský filmový režisér († 6. listopadu 2020)
- 1937 – Valentin Bondarenko, sovětský pilot, kosmonaut († 23. března 1961)
- 1939 – Czesław Niemen, polský zpěvák, písničkář, klávesista a hudební experimentátor († 17. ledna 2004)
- 1941 – Kim Čong-il, vůdce Korejské lidově demokratické republiky († 17. prosince 2011)
- 1948 – Eckhart Tolle, německý filozof a duchovní učitel
- 1953 – Lanny McDonald, kanadský lední hokejista
- 1954 – Iain M. Banks, skotský spisovatel († 9. června 2013)
- 1957 – LeVar Burton, americký herec
- 1958 – Ice-T, americký rapper a hudební producent
- 1959 – John McEnroe, americký tenista
- 1964 – Christopher Eccleston, britský herec
- 1965 – Dave Lombardo, americký bubeník, člen skupin Slayer a Fantômas
- 1968 – Laura Mattarellaová, první dáma Itálie
- 1973 – Cathy Freemanová, australská atletka, sprinterka
- 1974 – Mahershala Ali, americký herec
- 1977
  - Alexej Morozov, ruský hokejista a sportovní funkcionář
  - Rodrigo Roncero, argentinský ragbista
- 1978 – Tia Hellebautová, belgická atletka, skokanka do výšky a vícebojařka
- 1979 – Valentino Rossi, italský motocyklový závodník
- 1982 – Lupe Fiasco, americký rapper a hudební producent
- 1984 – Sofia Arvidssonová, švédská tenistka
- 1986 – Diego Godín, uruguayský fotbalista
- 1988 – Kim Su-hjon, jihokorejský herec a zpěvák
- 1989 – Elizabeth Olsen, americká herečka
- 1990 – The Weeknd, kanadský zpěvák
- 1991
  - Hugo Nys, monacký tenista
  - Katarzyna Piterová, polská tenistka
- 1993 – Fanny Gibert, francouzská sportovní lezkyně
- 1994
  - Ava Max, americká zpěvačka a textařka
  - Federico Bernardeschi, italský fotbalista
  - Annika Becková, německá tenistka
- 1995
  - Carina Witthöftová, německá tenistka
  - Ellis Genge, anglický ragbista
- 1996 – Hanna Solová, běloruská biatlonistka
- 1997 – Natalja Vichljancevová, ruská tenistka
- 2000 – Jevgenij Fjodorov, kazašský silniční cyklista

## Úmrtí

### Česko

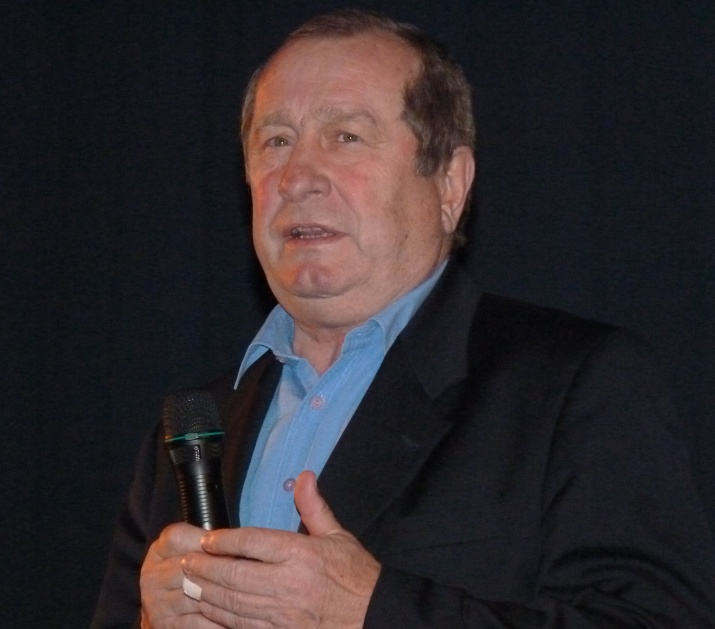
Josef Augusta († 2017)

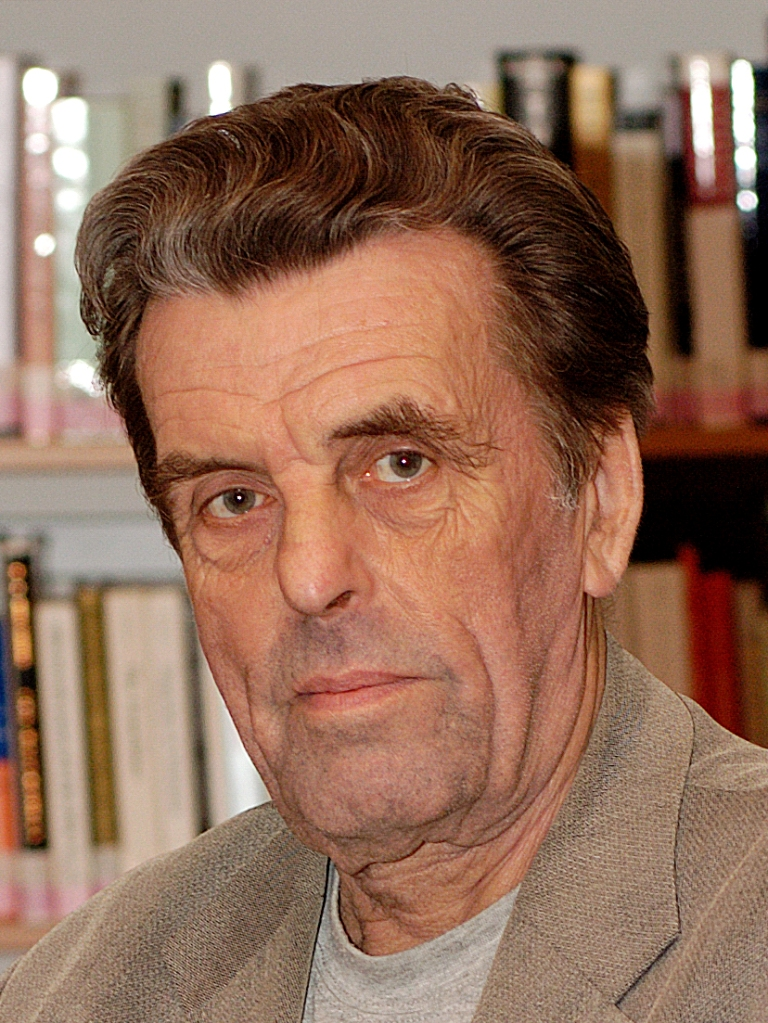
Jan Sokol († 2021)

- 1611 – Jaroslav II. Smiřický ze Smiřic, český šlechtic a hejtman Kouřimského kraje (* 1588)
- 1690 – Philipp Jakob Rittler, římskokatolický kněz a hudební skladatel (* 1637)
- 1726 – František Baugut, jezuita, sochař, řezbář a truhlář (* 1668)
- 1776 – Kajetán Březina z Birkenfeldu, 36. opat cisterciáckého kláštera v Oseku u Duchcova (* ?)
- 1803 – Jan Václav Stich, virtuos na lesní roh, houslista a skladatel (* 28. září 1746)
- 1872 – František Deym ze Stříteže, česko-rakouský šlechtic, generálporučík c.k. armády (* 5. října 1804)
- 1881 – Maximilian Dormitzer, rakouský a český politik německé národnosti (* 11. listopadu 1819)
- 1892 – Franz Herrmann, poslanec Českého zemského sněmu (* 5. dubna 1811)
- 1903 – Josef Eduard Bešta, malíř (* 22. dubna 1875)
- 1905 – Ferdinand Schulz, novinář a spisovatel (* 17. ledna 1835)
- 1906 – Rudolf Blitzfeld, rakouský právník a politik působící ve Slezsku a na Moravě (* 9. dubna 1828)
- 1919 – Karel Slavkovský, klavírista (* 25. ledna 1846)
- 1922 – Theodor Tomášek, dirigent a hudební skladatel (* 18. dubna 1840)
- 1924 – Jan Deyl, oční lékař, profesor UK, filantrop (* 24. června 1855)
- 1928
  - Eduard August Schröder, právník a sociolog (* 25. května 1852)
  - Ondřej Červíček, český herec a principál (* 14. června 1844)
- 1929 – Eduard Wenisch, sudetoněmecký učitel, redaktor a spisovatel (* 29. ledna 1852)
- 1939 – Ferdinand Vach, hudební skladatel, dirigent a sbormistr (* 25. února 1860)
- 1940 – Jan Žížala, kněz a odborový funkcionář (* 16. května 1878)
- 1951 – Bohuslav Dvořák, malíř (* 30. prosince 1867)
- 1952
  - Ivo Váňa Psota, tanečník a choreograf (* 1. května 1908)
  - Ludvík Bartoš, novinář a vydavatel (* 29. července 1880)
- 1954 – Vojtěch Blatný, sbormistr a varhaník (* 24. dubna 1864)
- 1956 – Františka Kolářová-Vlčková, spisovatelka (* 19. ledna 1883)
- 1960 – František Eduard Bednárik, architekt (* 11. února 1902)
- 1964 – František Dastich, československý legionář (* 28. září 1895)
- 1982 – Rudolf Štrubl, kapelník, klarinetista a hudební skladatel (* 2. dubna 1912)
- 1993 – Vladimír Denkstein, historik umění (* 3. února 1906)
- 1996 – Miloš Kopecký, herec (* 22. srpna 1922)
- 2004 – Miloslav Šimek, herec, moderátor a spisovatel (* 7. března 1940)
- 2005 – Josef Štafl, mistr cukrář (* 20. listopadu 1909)
- 2008 – Zdeněk Babka, politik, starosta Vrbna pod Pradědem (* 7. února 1925)
- 2009 – Jan Winkler, právník, politik a diplomat (* 1957)
- 2014 – Jaroslav Krejčí ml., politik, právník, ekonom a sociolog (* 13. února 1916)
- 2015 – Ladislav Daniel, hudební pedagog, amatérský nástrojař a hudebník (* 29. května 1922)
- 2017 – Josef Augusta, hokejový útočník, reprezentant a pozdější trenér (* 24. listopadu 1946)
- 2021
  - Otakar Černý, český televizní moderátor, novinář a sportovní publicista (* 10. září 1943)
  - Jan Sokol, český filosof, překladatel filosofických textů, vysokoškolský pedagog a publicista (* 18. dubna 1936)
- 2023 – Jakub Dürr, politolog a diplomat (* 7. srpna 1976)

### Svět

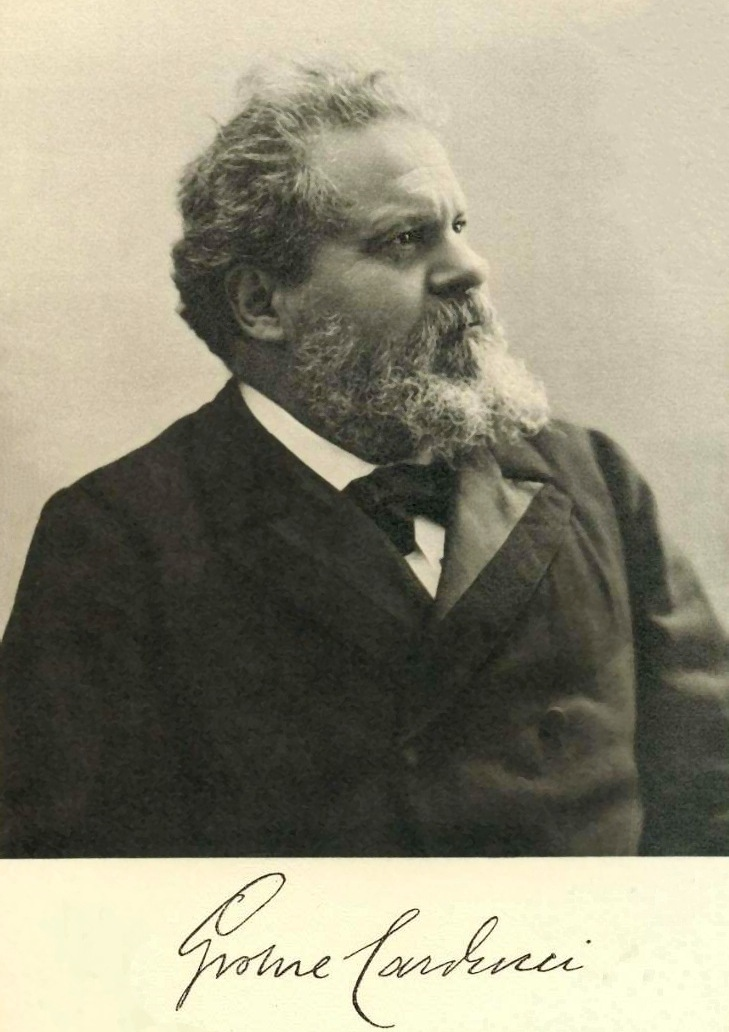
Giosuè Carducci († 1907)

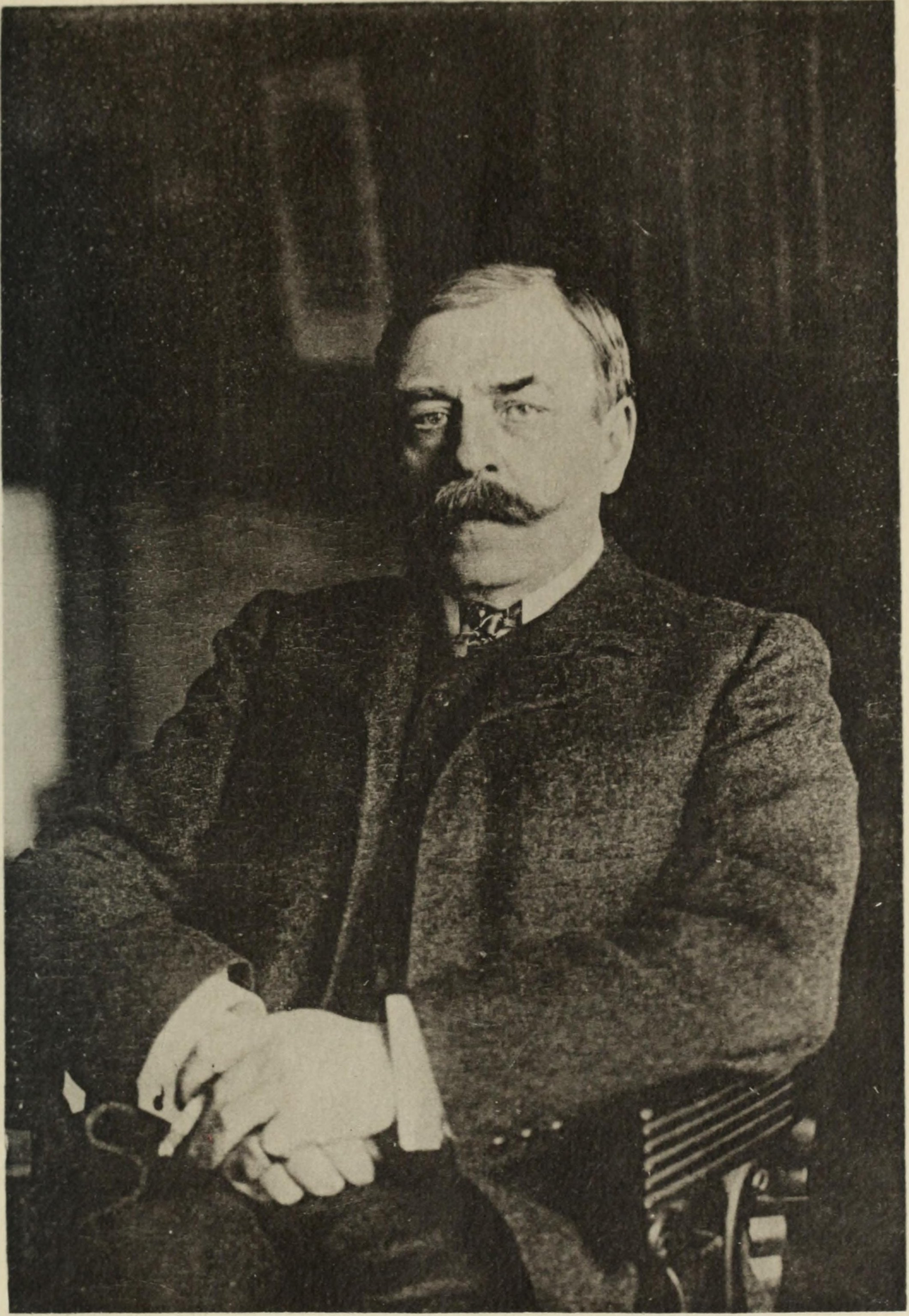
Octave Mirbeau († 1917)

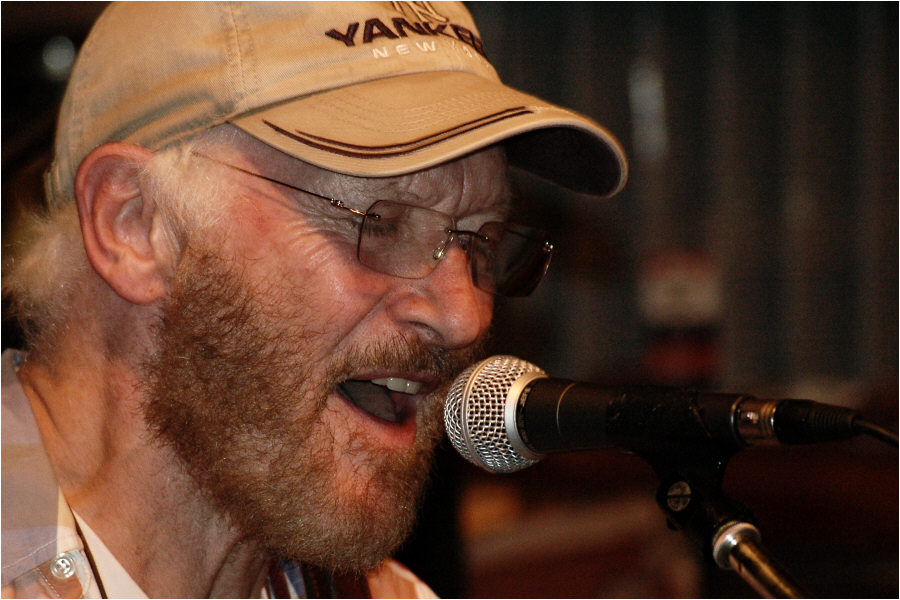
Tony Sheridan († 2013)

Butrus Butrus-Ghálí († 2016)

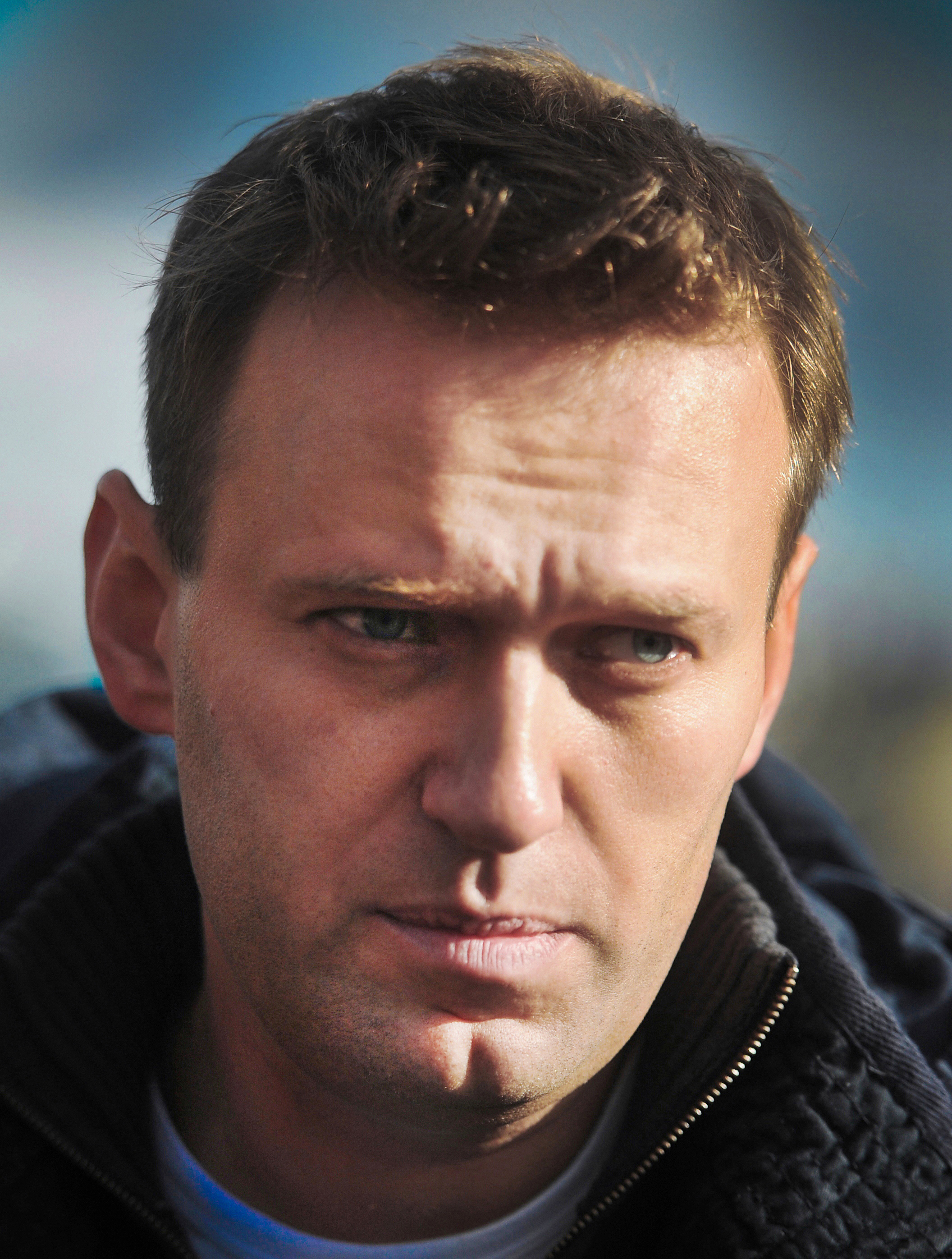
Alexej Navalnyj († 2024)

- 1279 – Alfons III. Portugalský, král Portugalska a Algarves (* 5. května 1210)
- 1281 – Gertruda z Hohenbergu, první manželka Rudolfa Habsburského (* 1225)
- 1391 – Jan V. Palaiologos, byzantský císař (* 18. června 1332)
- 1517 – Alžběta Jagellonská, polská princezna a lehnická kněžna z rodu Jagellonců (* 13. listopadu 1483)
- 1579 – Gonzalo Jimenéz de Quesada, španělský conquistador zakladatel kolumbijského hlavního města Bogoty (* 1495)
- 1630 – Dominik à Jesu Maria, generál řádu karmelitánů (* 16. května 1559)
- 1665 – Stefan Czarniecki, polský vojvoda (* ? 1599)
- 1687 – Charles Cotton, anglický básník (* 28. dubna 1630)
- 1703 – Lorenzo Gafà, maltský barokní architekt a sochař (* 1639)
- 1753 – Giacomo Facco, barokní hudební skladatel, dirigent a houslista (* 4. února 1676)
- 1754 – Richard Mead, anglický lékař a epidemiolog (* 11. srpna 1673)
- 1779 – Friedrich Georg Wied-Runkel, německý šlechtic a rakouský polní maršál (* 19. října 1712)
- 1796 – Caterina Gabrielli, italská koloraturní sopranistka (* 12. listopadu 1730)
- 1811 – Vicente Requeno, španělský archeolog (* 4. července 1743)
- 1819 – Pierre-Henri de Valenciennes, francouzský malíř (* 6. prosince 1750)
- 1829 – François-Joseph Gossec, francouzský houslista, hudební skladatel a pedagog (* 17. ledna 1734)
- 1837 – Jóska Sobri, uherský lupič (* 1810)
- 1850 – Édouard Alletz, francouzský diplomat a spisovatel (* 23. dubna 1798)
- 1863 – Pierre-Médard Diard, francouzský přírodovědec a objevitel (* 19. března 1794)
- 1865 – Tadeusz Wolański, polský archeolog (* 17. října 1785)
- 1881 – Gustav Neumann, německý šachový mistr (* 15. prosince 1838)
- 1892 – Henry Walter Bates, anglický přírodovědec (* 8. února 1825)
- 1899 – Félix Faure, francouzský prezident (* 30. ledna 1841)
- 1900 – Aimé Dupont, americký sochař a fotograf belgického (* 6. prosince 1841)
- 1907 – Giosuè Carducci, italský básník, nositel Nobelovy ceny za literaturu (* 27. července 1835)
- 1908 – Andrej Kmeť, slovenský kněz, přírodovědec a archeolog (* 19. listopadu 1841)
- 1909 – Pierre Petit, francouzský litografik a fotograf (* 15. srpna 1832)
- 1917 – Octave Mirbeau, francouzský spisovatel (* 16. února 1848)
- 1918 – Károly Khuen-Héderváry, premiér Uherska (* 23. května 1849)
- 1924 – Wilhelm Schmidt, německý konstruktér a vynálezce (* 18. února 1858)
- 1927
  - Jonas Basanavičius, litevský lékař, historik, spisovatel, národní obrozenec (* 23. listopadu 1851)
  - Friedrich Reinitzer, rakouský botanik a chemik (* 25. února 1857)
- 1931 – Wilhelm von Gloeden, německý fotograf (* 16. září 1856)
- 1932
  - Juan Vert, španělský hudební skladatel (* 22. dubna 1890)
  - Ferdinand Buisson, francouzský pacifista a socialistický politik (* 20. prosince 1841)
- 1934
  - Eduard Bagrickij, sovětský básník židovského původu (* 3. listopadu 1895)
  - Roberto Ferruzzi, italský malíř narozený v Chorvatsku (* 16. prosince 1853)
- 1941 – Alfred Fuchs, český spisovatel, novinář a překladatel umučený nacisty (* 23. června 1892)
- 1942 – Irene Melville Drummondová, australská armádní zdravotní sestra (* 26. července 1905)
- 1948 – Irmfried Eberl, rakouský psychiatr a Obersturmführer Waffen-SS (* 8. září 1910)
- 1962
  - Ernest Brown, britský politik (* 27. srpna 1881)
  - Dorothy Cawoodová, australská civilní a vojenská zdravotní sestra (* 9. prosince 1884)
- 1968
  - Jevhen Malanjuk, ukrajinský básník (* 1. února 1897)
  - Jaime Sabartés, katalánský sochař, básník a spisovatel (* 10. června 1881)
- 1975 – Morgan Taylor, americký olympijský vítěz, 400 metrů překážek, 1924 (* 17. dubna 1903)
- 1989 – Hüseyin Akbaş, turecký zápasník, olympijský medailista (* 1934)
- 1990 – Keith Haring, americký  umělec a společenský aktivista (* 4. května 1958)
- 1992
  - Abbás al-Músáví, vůdce teroristického hnutí Hizballáh (* 1952)
  - Angela Carterová, anglická spisovatelka a novinářka (* 7. května 1940)
- 1994
  - François Marty, arcibiskup remešský, pařížský a kardinál (* 16. května 1904)
  - Vuk Echtner, bahaista, esperantista (* 10. července 1905)
- 1995 – Rachel Cabari, izraelská politička a poslankyně Knesetu (* 27. července 1909)
- 2005 – Narriman Sadek, egyptská královna (* 31. října 1933)
- 2006 – Paul Avrich, americký historik (* 4. srpna 1931)
- 2007 – Lilli Promet, estonská básnířka, prozaička (* 16. února 1922)
- 2011 – Jakov Abramovič Altman, ruský neurofyziolog (* 15. července 1930)
- 2012 – Ethel Stark, kanadská houslistka, dirigentka a hudební pedagožka (* 25. srpna 1916)
- 2013 – Tony Sheridan, britský hudebník (* 21. května 1940)
- 2015
  - John Davies, velšský historik (* 1938)
  - Lesley Gore, americká zpěvačka (* 2. května 1946)
- 2016 – Butrus Butrus-Ghálí, egyptský diplomat, politik a generální tajemník OSN (* 14. listopadu 1922)
- 2017 – Dick Bruna, nizozemský malíř a grafik (* 23. srpna 1927)
- 2018 – Jim Bridwell, americký horolezec (* 29. července 1944)
- 2019
  - Bruno Ganz, švýcarský herec (* 22. března 1941)
  - Don Bragg, americký atlet, olympijský vítěz ve skoku o tyči (* 15. května 1935)
- 2020 – Harry Gregg, severoirský fotbalový brankář (* 27. října 1932)
- 2024 – Alexej Navalnyj, ruský opoziční aktivista a politik (* 4. června 1976)

## Svátky

### Česko
- Ljuba
- Danuta

### Svět
- Slovensko – Ida a Liana

## Pranostiky

### Česko
- O svaté Juliáně připrav vůz a schovej sáně.
- O svaté Juliáně schovej sáně.
- Když slunce na svatou Juliánu stromy osvítí, bude mnoho jablek.

| 16. únor v pražském KlementinuÚdaje jsou platné k 29. 4. 2025. | 16. únor v pražském KlementinuÚdaje jsou platné k 29. 4. 2025. | 16. únor v pražském KlementinuÚdaje jsou platné k 29. 4. 2025. |
| minimum                                                        | denní průměr                                                   | maximum                                                        |
| -------------------------------------------------------------- | -------------------------------------------------------------- | -------------------------------------------------------------- |
| −18,8 °C (1782)                                                | 0,3 °C (od 1961)                                               | 15,2 °C (1998)                                                 |